# Горић
Горић је насељено место града Ваљева у Колубарском округу. Према попису из 2022. било је 491 становника.

## Историја
Први помен села је забележен у турском попису (тефтеру) за хиџретску 934. годину, тј. 1527/1528. годину по садашњем рачунању времена.

Транскрибован на модерни турски, са османске арабице, унос са 234. странице тефтера TD 144 је гласио овако:
Gorik kariye, Valyeva nahiye - Село Горић, Нахија Ваљево
На 216. страници тефтера уписана је и мезра Горић, односно селиште са јасним међама, али напуштено (најчешће због рата, попут рата 1521. кад су Турци заузели Срем и Београд). Мезре су, да би доносиле приход држави, даване у закуп. Најчешће би земљу селишта обрађивало суседно село или би неко био насељен у њега. Када би се накупило довољно нових становника (или старих, ако се врате), селиште (мезра) би поново постајало село.

## Демографија
У насељу Горић живи 381 пунолетни становник, а просечна старост становништва износи 35,4 година (35,1 код мушкараца и 35,6 код жена). У насељу има 146 домаћинстава, а просечан број чланова по домаћинству је 3,36.
Ово насеље је великим делом насељено Србима (према попису из 2002. године), а у последња три пописа, примећен је пораст у броју становника.
|  |

| Демографија | Демографија | Демографија |
| Година      | Становника  | Становника  |
| ----------- | ----------- | ----------- |
| 1948.       | 248         |             |
| 1953.       | 220         |             |
| 1961.       | 475         |             |
| 1971.       | 892         |             |
| 1981.       | 1.752       |             |
| 1991.       | 378         | 363         |
| 2002.       | 491         | 523         |

| Етнички састав према попису из 2002.‍ | Етнички састав према попису из 2002.‍ | Етнички састав према попису из 2002.‍ | Етнички састав према попису из 2002.‍ | Етнички састав према попису из 2002.‍ |
| ------------------------------------ | ------------------------------------ | ------------------------------------ | ------------------------------------ | ------------------------------------ |
|                                      |                                      |                                      |                                      |                                      |
| Срби                                 | Срби                                 |                                      | 468                                  | 95,31%                               |
| Роми                                 | Роми                                 |                                      | 4                                    | 0,81%                                |
| Македонци                            | Македонци                            |                                      | 1                                    | 0,20%                                |
| непознато                            | непознато                            |                                      | 18                                   | 3,66%                                |

| Година пописа     | 1948. | 1953. | 1961. | 1971. | 1981. | 1991. | 2002. |
| ----------------- | ----- | ----- | ----- | ----- | ----- | ----- | ----- |
| Број домаћинстава | 62    | 48    | 123   | 246   | 517   | 118   | 146   |

| Број чланова      | 1  | 2  | 3  | 4  | 5  | 6 | 7 | 8 | 9 | 10 и више | Просек |
| ----------------- | -- | -- | -- | -- | -- | - | - | - | - | --------- | ------ |
| Број домаћинстава | 12 | 25 | 34 | 56 | 11 | 8 | 0 | 0 | 0 | 0         | 3,36   |

| Пол    | Укупно | Неожењен/Неудата | Ожењен/Удата | Удовац/Удовица | Разведен/Разведена | Непознато |
| ------ | ------ | ---------------- | ------------ | -------------- | ------------------ | --------- |
| Мушки  | 207    | 59               | 136          | 3              | 9                  | 0         |
| Женски | 196    | 37               | 136          | 17             | 6                  | 0         |
| УКУПНО | 403    | 96               | 272          | 20             | 15                 | 0         |

| Пол    | Укупно                    | Пољопривреда, лов и шумарство | Рибарство                            | Вађење руде и камена | Прерађивачка индустрија       |
| ------ | ------------------------- | ----------------------------- | ------------------------------------ | -------------------- | ----------------------------- |
| Мушки  | 104                       | 5                             | 0                                    | 2                    | 32                            |
| Женски | 90                        | 5                             | 0                                    | 0                    | 38                            |
| УКУПНО | 194                       | 10                            | 0                                    | 2                    | 70                            |
| Пол    | Производња и снабдевање   | Грађевинарство                | Трговина                             | Хотели и ресторани   | Саобраћај, складиштење и везе |
| Мушки  | 3                         | 22                            | 12                                   | 2                    | 10                            |
| Женски | 0                         | 3                             | 5                                    | 3                    | 1                             |
| УКУПНО | 3                         | 25                            | 17                                   | 5                    | 11                            |
| Пол    | Финансијско посредовање   | Некретнине                    | Државна управа и одбрана             | Образовање           | Здравствени и социјални рад   |
| Мушки  | 0                         | 3                             | 4                                    | 3                    | 3                             |
| Женски | 1                         | 4                             | 2                                    | 10                   | 15                            |
| УКУПНО | 1                         | 7                             | 6                                    | 13                   | 18                            |
| Пол    | Остале услужне активности | Приватна домаћинства          | Екстериторијалне организације и тела | Непознато            | Непознато                     |
| Мушки  | 2                         | 0                             | 0                                    | 1                    | 1                             |
| Женски | 1                         | 0                             | 0                                    | 2                    | 2                             |
| УКУПНО | 3                         | 0                             | 0                                    | 3                    | 3                             |

## Галерија
- Горић - панорама
- Горић - панорама
- Горић - панорама